# Tepetatipán
Tepetatipán är en ort i Mexiko.   Den ligger i kommunen Platón Sánchez och delstaten Veracruz, i den sydöstra delen av landet, 220 km norr om huvudstaden Mexico City. Tepetatipán ligger 75 meter över havet och antalet invånare är 277.
Terrängen runt Tepetatipán är platt åt nordost, men åt sydväst är den kuperad. Runt Tepetatipán är det ganska tätbefolkat, med 108 invånare per kvadratkilometer. Närmaste större samhälle är Huejutla de Reyes, 17,0 km söder om Tepetatipán. Trakten runt Tepetatipán består till största delen av jordbruksmark.